# Sankt Andrä-Höch
Sankt Andrä-Höch, St. Andrä-Höch – gmina w Austrii, w kraju związkowym Styria, w powiecie Leibnitz. Liczy 1742 mieszkańców (1 stycznia 2015).